# ان‌جی‌سی ۳۳۲۴
ان‌جی‌سی ۳۳۲۴ (انگلیسی: NGC 3324) یک خوشه ستاره‌ای باز در صورت فلکی شاه‌تخته قابل مشاهده در نیمکره جنوبی آسمان است که در شمال غربی سحابی کارینا، ان‌جی‌سی ۳۳۷۲ (NGC 3372) در فاصله ۹٬۱۰۰ سال نوری (۲٬۸۰۰ پارسک) از زمین قرار دارد.
تلسکوپ فضایی هابل بخش غربی ان‌جی‌سی ۳۳۲۴ را با جزئیات زیادی رصد کرد و برای مقایسه، همین بخش به‌عنوان یکی از اولین مشاهدات ان‌جی‌سی ۳۳۲۴ تلسکوپ فضایی جیمز وب قرار گرفت.